# Libro de Moroni
El Libro de Moroni es el decimocuarto y último libro que compone el Libro de Mormón. La Iglesia de Jesucristo de los Santos de los últimos Días fue escrito por un profeta llamado Moroni, último profeta del pueblo nefita e hijo del profeta Mormón. El libro está compuesto por diez capítulos y comprende, según la cronología de los mormones, el periodo del 401 d. C. al 421 d. C.

## Contenido
Tras las batallas ocurridas en la tierra de Cumorah, en la que fue exterminada casi por completo la nación nefita a excepción de veinticuatro personas, Mormón ya envejecido entrega a su hijo Moroni el compendio que había realizado de las Planchas Mayores de Nefi. Moroni concluye el registro de su padre, y describe como fue destruido por completo el pueblo nefita siendo el único sobreviviente.
Temiendo por su vida, y estando errante, escapando de sus enemigos los lamanitas, compila el Libro de Eter. Una vez que finaliza la compilación y en vista que aún se encuentra con vida decide escribir su propio libro, lo hace en el poco espacio que queda en las planchas que le había entregado su padre, pues ya no podía conseguir mineral para hacer nuevas planchas, por lo que se limita a escribir «unas pocas cosas más, contrario a lo que había supuesto; porque había pensado no escribir más; pero escribo unas cuantas cosas más, que tal vez sean de valor a mis hermanos los lamanitas en algún día futuro, según la voluntad del Señor.»

## Descripción del libro
En los capítulos del 1 al 3, se habla de la destrucción final de los nefitas y se dan instrucciones concernientes al conferimiento del Espíritu Santo y del sacerdocio. 
En los capítulos 4 y 5, se explica la forma exacta de administrar la Santa Cena. 
En el capítulo 6, se resume la obra de la Iglesia. 
En los capítulos 7 y 8, se encuentran sermones sobre los primeros principios del evangelio, que comprenden las enseñanzas de Mormón acerca de la fe, la esperanza, la caridad y la forma de discernir entre el bien y el mal; también se da la explicación de Mormón de que los niños pequeños viven en Cristo y no necesitan el bautismo. 
El capítulo 9, corresponde a una epístola que su padre Mormón le envió donde se describe la depravación de la nación nefita. El capítulo 10, se encuentra el mensaje final de Moroni, que contiene de acuerdo a la fe mormona, la manera de conocer la veracidad del Libro de Mormón.